# Acrocephalus nijoi
Espèce
Statut de conservation UICN

 EX  : Éteint
Acrocephalus nijoi est une espèce d'oiseaux de la famille des Acrocéphalidés, endémique des Mariannes du Nord.
Elle était autrefois considérée comme sous-espèce de la Rousserolle rossignol (A. luscinius).

## Répartition
Cette espèce est présente uniquement sur l'île d'Aguijan dans les Mariannes du Nord aux États-Unis.